# Marion Kirkland Reid
Marion Kirkland Reid (nacida Marion Kirkland), conocida como Marion Reid  (Glasgow, 25 de marzo de 1815 - Londres, 9 de marzo de 1902) era una influyente escritora feminista escocesa, especialmente conocida por su texto A Plea for Woman: Being a Vindication of the Importance and Extent of her Natural Sphere of Action; with Remarks on Recent Works on the Subject (1843) publicado en Estados Unidos en 1847, 1848, 1851, y 1852 como Woman, her Education and Influence.
Escribió A Plea for Woman (Una petición para la mujer) editado en Edimburgo, poco después de la Convención Mundial Antiesclavitud celebrada en Londres en 1840, un texto que podría considerarse el primero en Reino Unido y en Estados Unidos en dar prioridad a los derechos civiles y políticos de las mujeres y un texto clave después de Vindicación de los derechos de la mujer(1792) de Mary Wollstoncraft.
Fue miembro de la Ladies National Association for the Repeal of the Contagious Diseases Acts.
Su padre era un comerciante en Glasgow. Kirkland se casó con Hugo Reid en 1839. Después de que Hugo murió en 1872, vivió con su hija en Hammersmith.